# Eiko Kadono
Pour les articles homonymes, voir Eiko (homonymie) et Kadono.
Eiko Kadono (角野栄子, Kadono Eiko), née le 1er janvier 1935 dans le quartier ancien de Tokyo, est une écrivaine japonaise. Son œuvre la plus connue est la série Kiki la petite sorcière, qui comprend six ouvrages. Le premier a été adapté en film d'animation en 1989 par Hayao Miyazaki. En 2018, elle a reçu le prix Hans Christian Andersen.

## Biographie
La passion d'Eiko Kadono pour les histoires débute sans doute lors de son enfance, en écoutant les contes japonais récités par son père. Lorsqu'elle est en âge de lire, elle échappe aux sévices de l'après-guerre en explorant les livres de Edogawa Ranpo, les traductions japonaises du Petit Lord Fauntleroy de Frances Hodgson Burnett, Les Aventures de Tom Sawyer et Les Aventures de Huckleberry Finn de Mark Twain ou encore L'Île au trésor de R.L.Stevenson. 
Elle fait ses études à l'Université Waseda puis elle part au Brésil, à São Paulo à l'âge de 25 ans où elle commence à écrire une histoire vraie, Brésil et mon ami Luizinho, qui parle d'un enfant passionné de danse et qui sera publiée sept ans plus tard.
Elle a également écrit des histoires courtes destinées aux tout-petits dont certaines comme Où est mon trésor, Docteur ours ou Yuta le petit mécanicien ont été adaptés en français.
Eiko Kadono a également traduit plusieurs livres en japonais.
Depuis, elle vit de sa plume et a été distinguée par le Prix Noma de la littérature pour la jeunesse en 1985, et figure dans la « liste d'honneur » de l'IBBY 1986.
Elle est lauréate en 2018 du prestigieux prix international, le Prix Hans-Christian-Andersen, dans la catégorie Auteur, prix dont elle avait été précédemment sélectionnée, en 2016.
Elle vit actuellement dans l'ancienne cité de Kamakura, au Japon.

## Œuvres

### SérieKiki la petite sorcière
1. Kiki la petite sorcière, Ynnis, 2019 ((ja) Majo no Takkyūbin, 1985), trad. Déborah Pierret Watanabe, 240 p.  (ISBN 978-2-37697-053-8)
2. Les Racines de la magie, 2020 ((ja) Kiki to Atarashii Mahō, 1993), trad. Déborah Pierret Watanabe, 349 p.  (ISBN 978-2-37697-121-4)
3. Une rencontre inattendue, 2020 ((ja) Kiki to mō Hitori no Majo, 2000), trad. Déborah Pierret Watanabe, 277 p.  (ISBN 978-2-37697-172-6)
4. L'Étrange Pays, 2021 ((ja) Kiki no Koi, 2004), trad. Déborah Pierret Watanabe, 254 p.  (ISBN 978-2-37697-226-6)
5. Le Pouvoir suspendu, 2021 ((ja) Mahō no Tomarigi, 2007), trad. Déborah Pierret Watanabe, 234 p.  (ISBN 978-2-37697-259-4)
6. Le Grand Départ, Ynnis, 2022 ((ja) Sorezore no Tabidachi, 2009), trad. Déborah Pierret Watanabe, 368 p.  (ISBN 978-2-37697-302-7)

### SérieMajo no Takkyūbin Tokubetsu-hen
1. (ja) Kiki ni Deatta Hitobito, 2016
2. (ja) Kiki to Jiji, 2017

## Prix et distinctions
- Prix Noma de la littérature pour la jeunesse 1985
- « Honour List » 1986[3] de l' IBBY, catégorie Auteur, pour Majo no Takkyubin
- Médaille au ruban pourpre 2000
- Prix Sazanami Iwaya de littérature 2011
- Sélection Prix Hans-Christian-Andersen[4] du meilleur auteur 2016
- Prix Hans-Christian-Andersen[1] du meilleur auteur 2018